# 川原英之
川原 英之（かわはら ひでゆき、1917年（大正6年）3月21日 - 1966年（昭和41年）2月27日）は、日本の通産官僚。通商産業省大臣官房官房長。佐賀県唐津市出身。

## 来歴・人物
城山三郎著『官僚たちの夏』の鮎川のモデル。合理的官僚像のモデルの片山（山下英明）と比較対照され、佐橋滋らの猛進型官僚のモデルの一人として描かれた。他に佐高信著『官僚たちの志と死』の「通産省の殉職者」の章にて、田辺俊彦と共に川原の死期が描かれている。

## 略歴
- 唐津中学、旧制福岡高校を卒業
- 1941年3月 東京帝国大学法学部政治学科卒業。4月 商工省入省。同期に大慈弥嘉久（事務次官）、乙竹虔三（中小企業庁長官）など。一期上に吉國一郎ら。
- 通商産業省本省、中小企業庁等での勤務
- 1952年8月1日 通商産業省通商局検査課長
- 1953年5月23日 通商産業大臣秘書官事務取扱
- 1954年1月9日 通商産業省軽工業局無機化学課長
- 1954年6月16日 通商産業省重工業局併任
- 1955年11月1日 通商産業省軽工業局附審議官
- 1956年9月16日 通商産業大臣官房調査課長
- 1957年2月16日 通商産業省企業局産業施設課長
- 1959年4月1日 通商産業省企業局工業立地課長
- 1959年8月31日 通商産業大臣官房審議官
- 1960年1月26日 通商産業大臣官房物資調整課長併任
- 1960年7月8日 通商産業大臣官房物資調整課長併任解除
- 1961年12月1日 通商産業大臣官房秘書課長
- 1963年7月23日 通商産業大臣官房附。ベルリン国際見本市参加及び輸出保険制度調査のため欧州出張
- 1964年1月10日 通商産業省鉱山保安局長
- 1965年4月30日 通商産業大臣官房附（通商産業省鉱山保安局附併任）
- 1965年6月15日 通商産業大臣官房長
- 1966年2月27日 逝去

## 追悼集
- 『美しい心 川原英之氏の追憶』川原英之氏追悼集刊行会、1968年2月。